# موآی

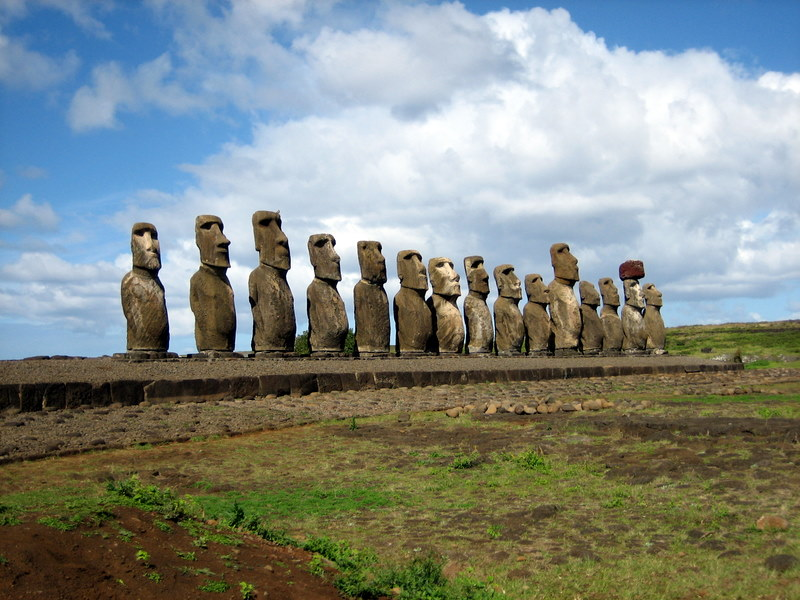
موآی با چهرهٔ رو به جزیره در آهو تونگاریکی، بازسازی‌شده توسط باستان‌شناس شیلیایی در دههٔ ۱۹۹۰

موآی (انگلیسی: Moai) پیکره‌های انسانی تک‌سنگی هستند که بین سال‌های ۱۲۵۰ و ۱۵۰۰ میلادی به‌دست مردم راپا نوئی در راپا نوئی واقع در پلی‌نزی شرقی کنده‌کاری شده است. تقریباً نیمی از آن‌ها هنوز در رانو راراکو، (معدن موآی اصلی) هستند، اما صدها پیکره از آنجا منتقل شدند و بر روی سکوهای سنگی به‌نام آهو (Ahu؛ سکوهای انجام تشریفات) در پیرامون جزیره قرار گرفتند. تقریباً تمام موآی‌ها سرهای بسیار بزرگی دارند که سه هشتم اندازه کل مجسمه را تشکیل می‌دهد—که پا ندارد. موآی‌ها عمدتاً چهره‌های زنده یا اجداد ایزدی هستند. هنگامی که اروپایی‌ها برای اولین بار در سال ۱۷۲۲ از جزیره دیدن کردند، چهرهٔ مجسمه‌ها هنوز به سرزمین‌های قبیله‌ای خود خیره بود، اما تمام آنها در اواخر قرن نوزدهم ویران شده بودند. موآی‌ها در اواخر قرن ۱۸ و اوایل قرن ۱۹ میلادی احتمالاً به‌سبب ارتباط اروپایی‌ها یا جنگ‌های قبیله‌ای داخلی سرنگون شدند.
تولید و حمل و نقل بیش از ۹۰۰ مجسمه یک شاهکار خلاقانه و فیزیکی قابل توجه در نظر گرفته می‌شود. بلندترین موآی ساخته‌شده به نام پارو تقریباً ۱۰ متر (۳۳ فوت) ارتفاع و ۸۲ تن (۸۰٫۷ تن) وزن داشت. سنگین‌ترین موآی ساخته‌شده (۸۴٫۶ تن) بود. یک مجسمه ناتمام، اگر ساخت آن به اتمام رسیده بود، تقریباً ۲۱ متر (۶۹ فوت) ارتفاع داشت و وزن آن حدود ۱۴۵ تا ۱۶۵ تن بود.
فاصلهٔ این سکوها از هم حدود یک و نیم مایل (حدود ۲۴۰۰ متر) است و یک نوار تقریباً سراسری به دُور جزیره به‌وجود آورده‌اند. ۶۰۰ سنگ‌پیکر موآیِ دیگر، که در مراحل مختلفِ تکامل هستند، در سرتاسر جزیره — از جمله در معادن و کنارِ جاده‌های قدیمی و کنار ساحل — پراکنده‌اند.
بسته به اندازه و وزن موآی‌ها، برآورد می‌شود که به ۵۰ تا ۱۵۰ نفر برای حمل آن‌ها توسط غلتک‌های چوبی یا وسیله‌ای سورتمه مانند نیاز بوده است. برخی از موآی‌ها دارای کلاه یا تاج‌های قرمزرنگی هستند که دلیل آن نامشخص است، ولی برخی از باستان‌شناسان معتقدند که این‌گونه موآی‌ها مفهوم آیینیِ خاصی داشته‌اند یا شاید برای طایفه یا خانوادهٔ به‌خصوصی مقدس بوده‌اند. مجسمه‌های عظیم یا موآی، در طی یک دورهٔ کوتاه خلاقیت و به‌صورت خرسنگی ساخته شده است. بر پایه آخرین پژوهش‌های باستان‌شناختی، ۸۸۷ مجسمهٔ سنگیِ یکپارچه در موزه و در جزیره شناسایی شده‌اند.
این مجسمه‌ها نیمتنه هستند و به «سرهای جزیرهٔ ایستر» مشهورند. برخی از مجسمه‌ها از زیر خاک بیرون آورده شده‌اند. زمان ساختِ این مجسمه‌ها دقیقاً معلوم نیست و ساختِ آن‌ها بین سال‌های ۱۵۰۰–۱۷۰۰ و ۱۰۰۰–۱۵۰۰ میلادی حدس زده می‌شود. تقریباً ۹۵٪ موآی‌ها از سنگ یا خاکستر آتشفشانیِ متراکم ساخته شده‌اند. در حال حاضر، حدود ۵۰ مجسمه دوباره برپا شده‌اند. در ساختِ همهٔ مجسمه‌ها تقریباً از یک سبک خاص با سرهای بزرگ و بی‌تناسب پیروی شده است.

## تاریخچه
موآیِ جزیرهٔ ایستر، یک شکل از مجسمه‌های غول‌پیکر است که در حاشیهٔ شبه‌جزیرهٔ پولی‌نزی پراکنده‌اند. مجسمه‌های کامل‌شده به آهو (Ahu) (سکوهای انجام تشریفات) انتقال داده شده و سپس برپا شده‌اند. این مجسمه‌ها معمولاً یک استوانهٔ سنگیِ قرمزرنگ بر روی سرشان دارند.
در سال‌های ۱۷۲۲ و ۱۸۲۵، که این جزیره توسط راجوین و بلاسم بازدید شد، تمام موآی‌هایی که ایستاده بودند، واژگون شده‌بودند. برخی از تاریخ‌دانان شفاهی، واژگونیِ موآی‌ها را ناشی از اختلافات بین ساکنان جزیره می‌دانند؛ درحالی‌که عده‌ای دیگر واژگونیِ آن‌ها را ناشی از زمین‌لرزه دانسته‌اند.
اگرچه این مجسمه‌ها به‌عنوان سرهای جزیرهٔ ایستر مشهورند، ولی درواقع، اینها تمام‌تنه هستند با سرهایی بزرگ‌تر از اندازهٔ واقعی و نیمتنهٔ ساده‌شده. موآی‌هایی که زیاد فرسوده نشده‌اند، طرح‌هایی را در پشت و کفل خود دارند که گروه باستان‌شناسیِ کاترین روتلج در سال ۱۹۲۵ کشف کرده است که نوعی ارتباط فرهنگی بین این طرح‌ها و خالکوبیهایی که تا نیم قرن پیش میانِ مردم این جزیره رایج بوده، وجود داشته که توسط میسیونرها جلوی این خالکوبی‌ها گرفته شده است.
در سال‌های اخیر، کشف شده که کاسهٔ چشم‌های عمیقِ موآی برای نگهداری چشم‌های مرجانی و مردمکهای شیشه آتشفشانی طراحی شده‌بود. سابقاً قطعه‌های شکستهٔ مرجان سفید را وقتی کنارِ هم گذاشتند، تشکیلِ یک چشم داد. نسخهٔ چشم‌ها ساخته شده و در برخی از مجسمه‌ها قرار داده شده است. مجسمه‌ها توسط مهاجرنشینان پلی‌نزیاییِ جزیره ساخته شده‌اند.
موآی، علاوه بر نمایانگر بودن اجداد و نیاکان، زمانی که روی سکوی «آهو» (Ahu) برپا شدند، شاید نمادی از تجسم زندگی پرقدرت یا رؤسای گذشته بوده است. آن‌ها همچنین نمادی از اجداد مهم گذشته هستند.
زمانی که تراشیدن مجسمه‌ها تمام می‌شد، به محل اصلیشان برده می‌شدند. کاملاً مشخص نیست که این کار چگونه انجام می‌شد، اما مطمئناً نیازمند نیروی انسانی، طناب، غلتک و همچنین راه‌های همواری که در سراسر جزیره وجود دارند، بوده است.

## کاراکتر یونیکد
در سال ۲۰۱۰، موآی به‌عنوان ایموجی موآیی (🗿) در نسخه یونیکد ۶٫۰ تحت کد نقطه‌ای U+1F5FF به‌عنوان «مجسمهٔ سنگی ژاپنی مانند موآی در جزیره ایستر» گنجانده شد. نام رسمی یونیکد برای این ایموجی «moyai» نوشته شده است زیرا این ایموجی در واقع مجسمه مویایی Moyai Statue را در نزدیکی ایستگاه شیبویا در توکیو به تصویر می‌کشد. ایموجی‌های گوگل و مایکروسافت در ابتدا شبیه مجسمه مویایی در توکیو بودند، اما بعداً به شکل موآی درآمدند.

## نگارخانه

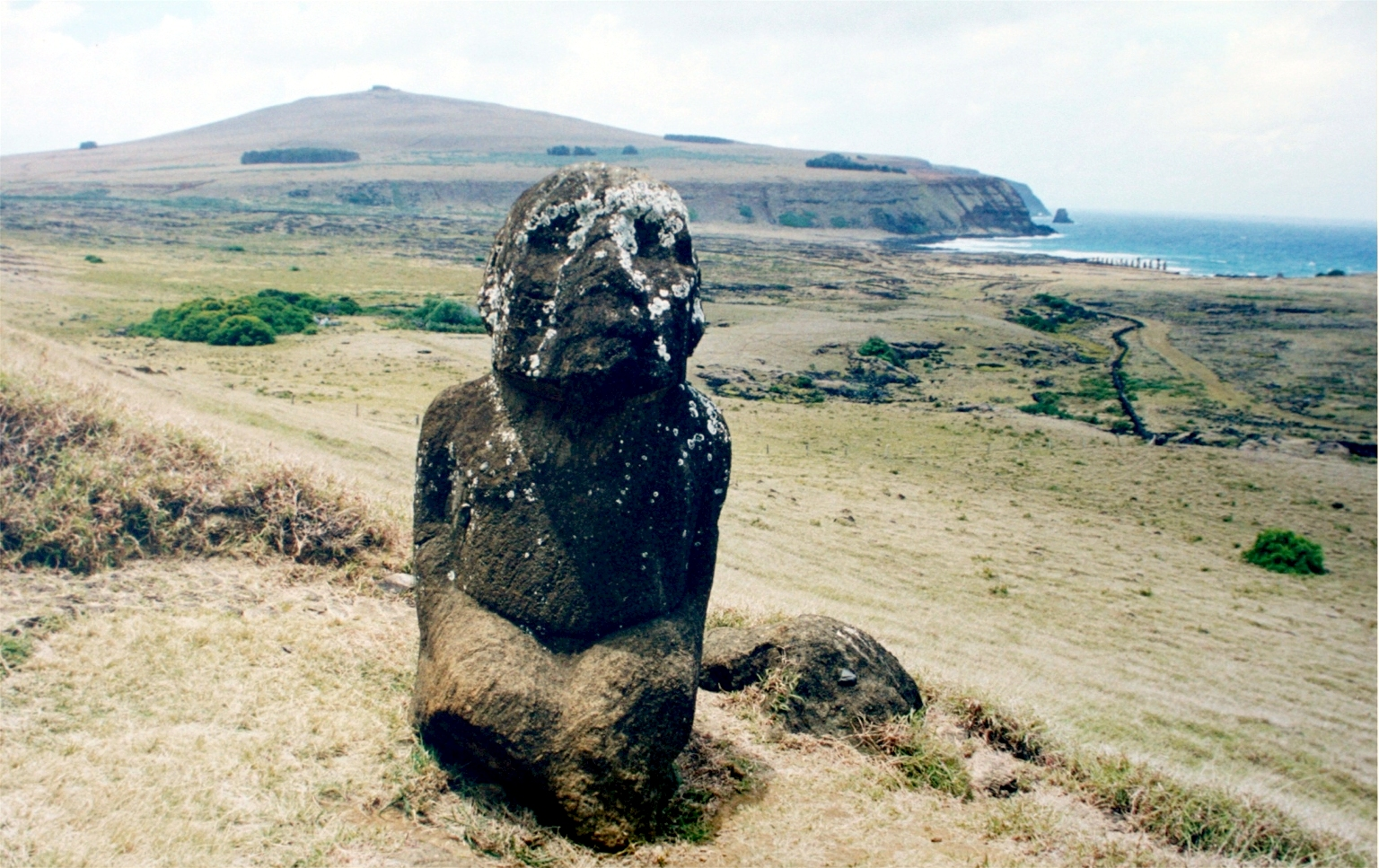
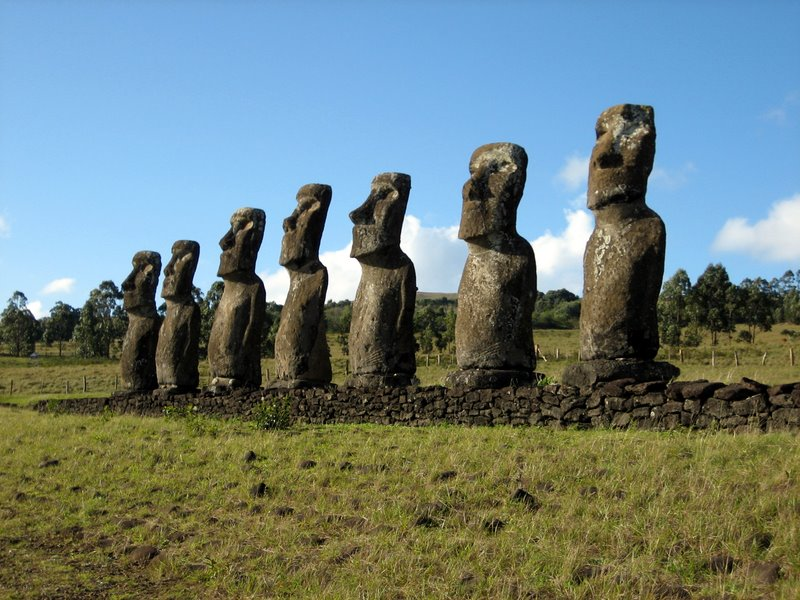
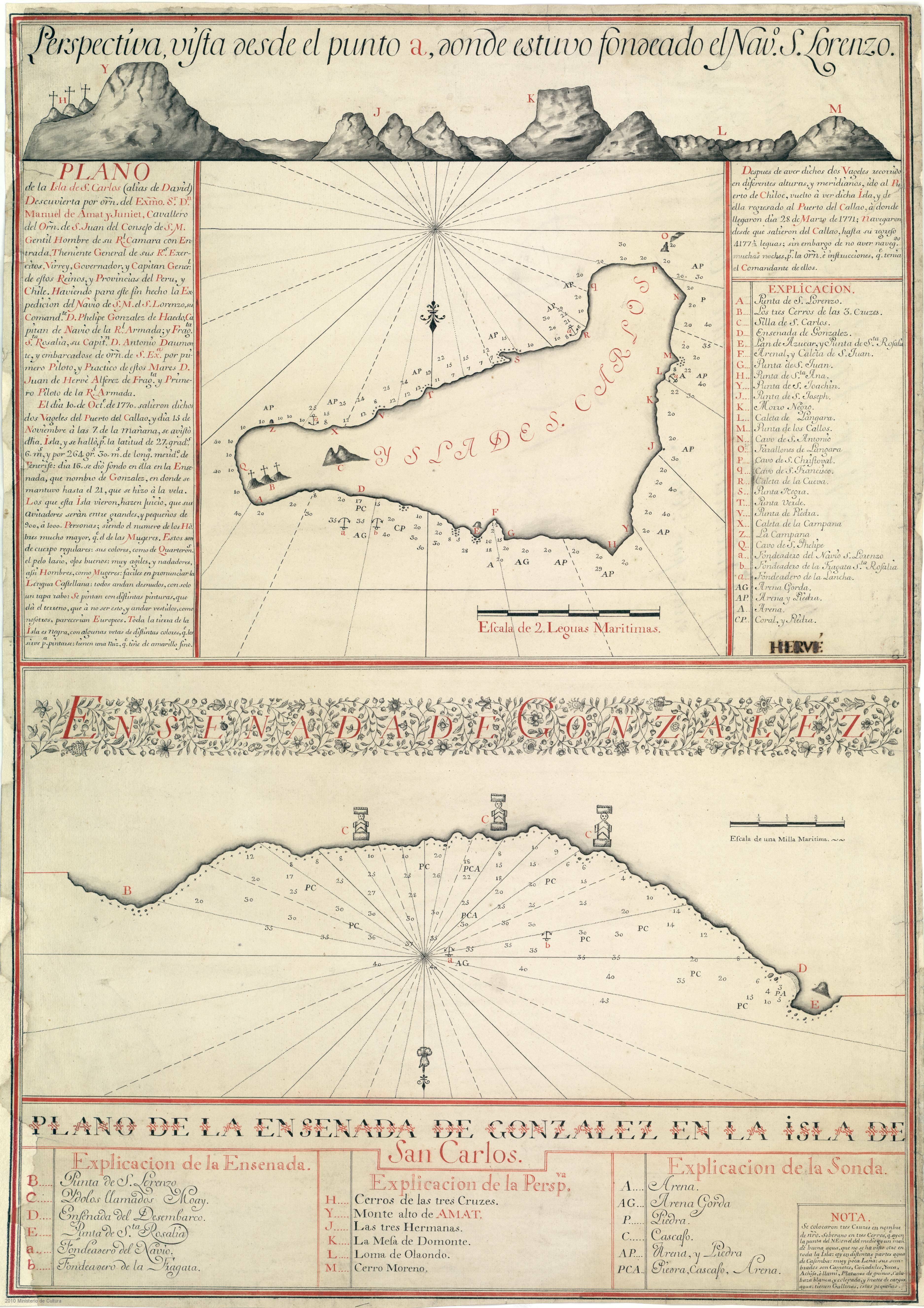